# Largo di Torre Argentina

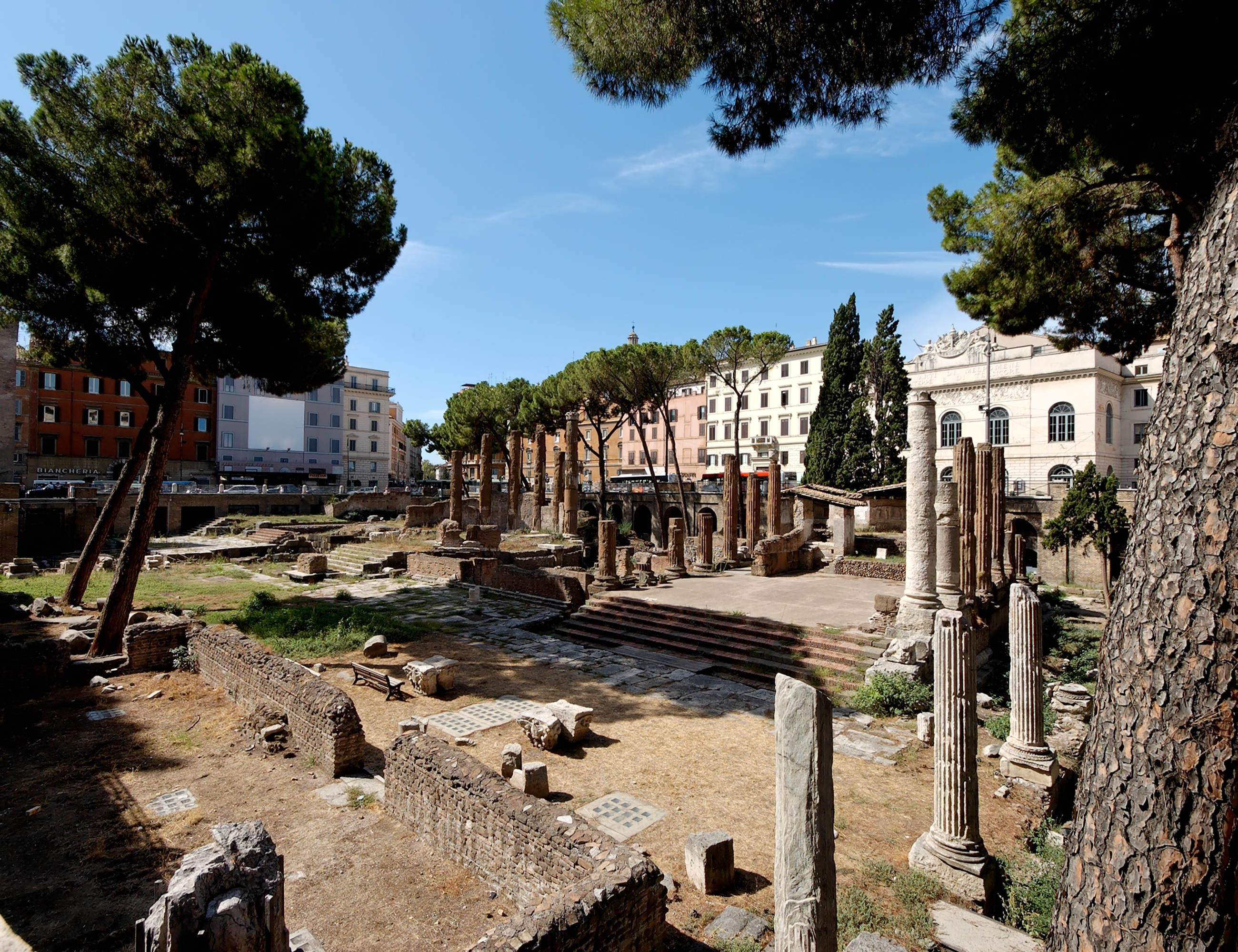
Largo di Torre Argentina

Largo di Torre Argentina is een grote open ruimte op het Marsveld in Rome, waar een belangrijke Romeinse archeologische vindplaats is, de Area Sacra del Largo Argentina. Op een open plaats, een paar meter onder het huidige straatniveau, zijn de restanten van vier Romeinse tempels uit de 4e tot 1e eeuw v.Chr. zichtbaar.

## Geschiedenis
De naam van het plein komt van de Torre Argentina wat toren van Straatsburg betekent. De oorspronkelijke naam van Straatsburg was Argentoratum en in 1503 liet de uit Straatsburg afkomstige pauselijke ceremoniemeester Johannes Burckardt hier een paleis bouwen, waar deze toren deel van uitmaakte. Benito Mussolini liet in de jaren twintig van de twintigste eeuw grote infrastructurele werken uitvoeren in Rome. In 1929 werden de gebouwen die sinds de middeleeuwen op het plein stonden afgebroken om meer ruimte voor het toenemende verkeer te krijgen. Hierbij werden het kolossale hoofd en de armen van een antiek marmeren beeld ontdekt. Archeologisch onderzoek bracht vervolgens een oud heilig plein uit de tijd van de Romeinse Republiek tevoorschijn, waarna de ruïnes van vier tempels en een deel van de Porticus van het theater van Pompeius opgegraven werden.

## Romeinse tempels en de Porticus van Pompeius

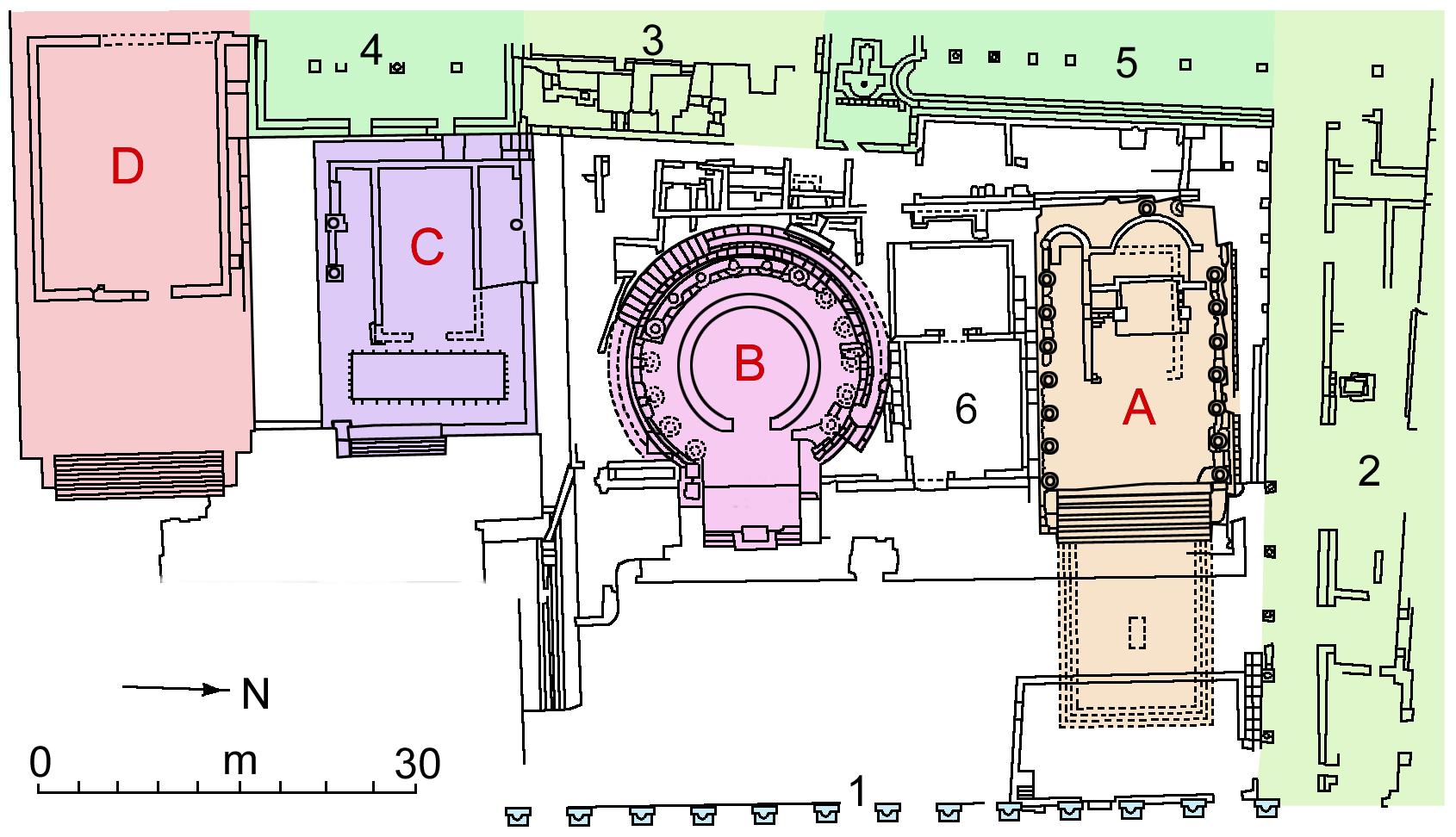
Plattegrond

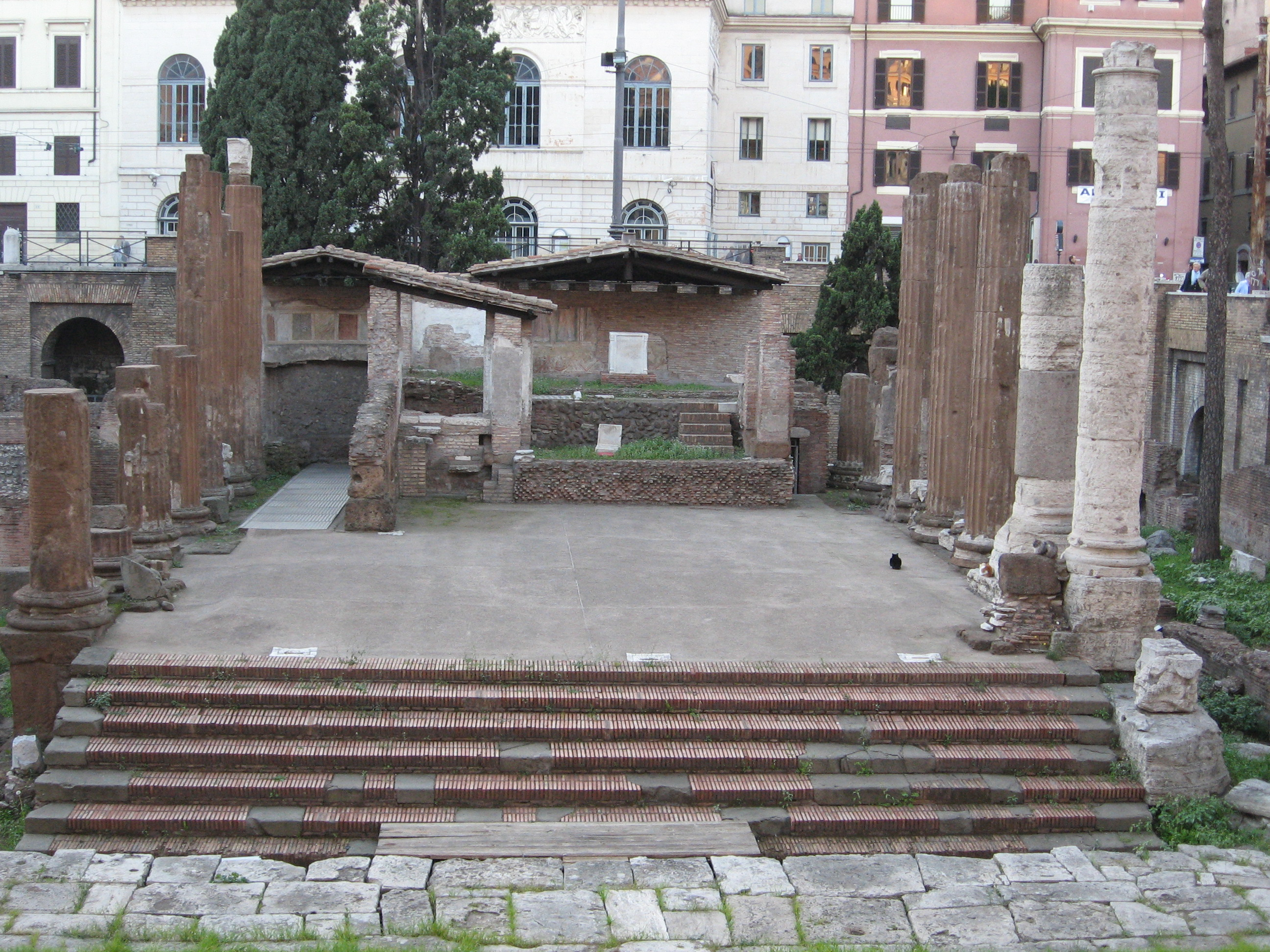
Tempel A, Tempel van Juturna

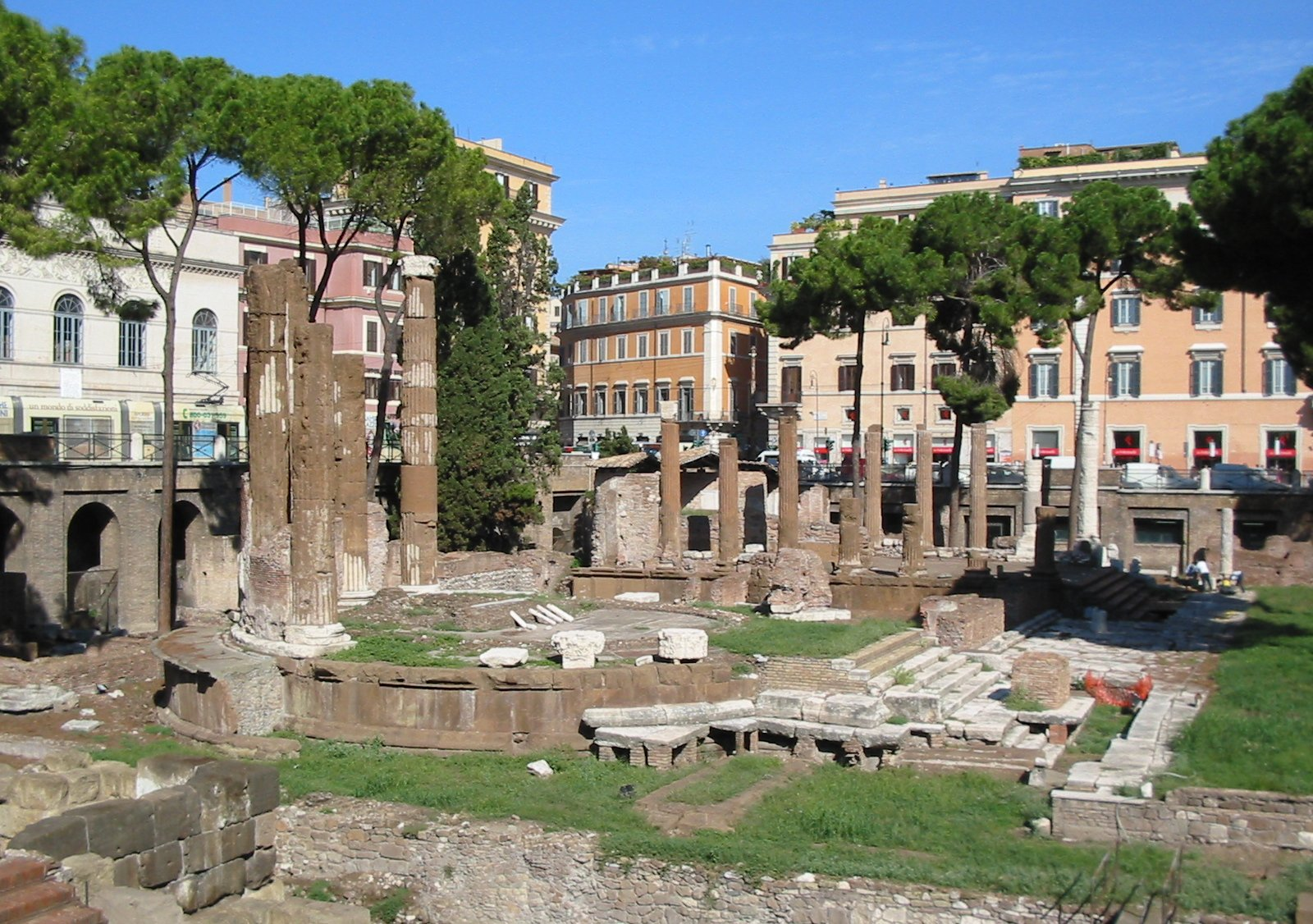
Tempel B, Tempel het geluk van deze dag

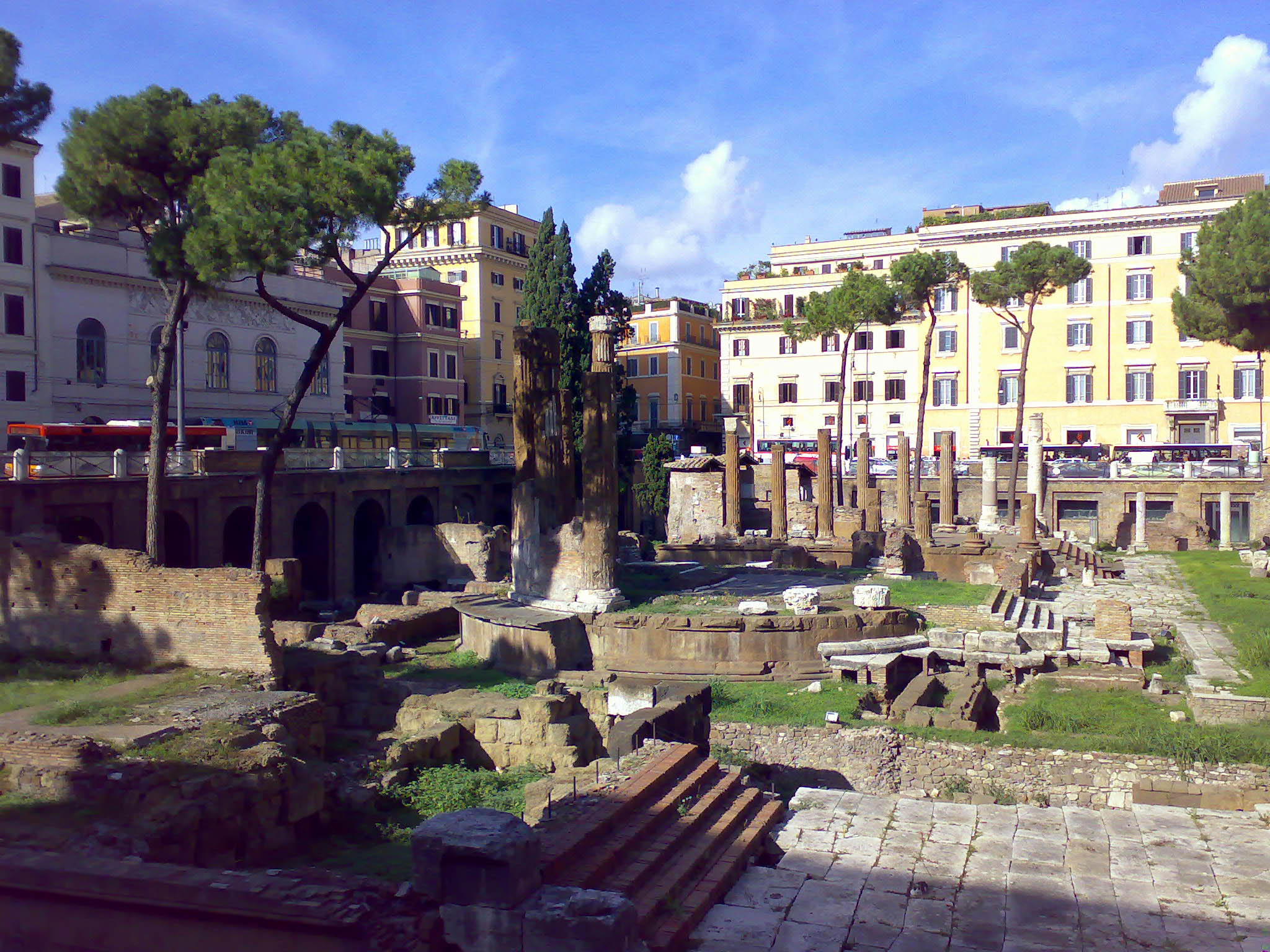
Tempel C, Tempel van Feronia (onderaan)

De vier tempels worden aangeduid met de letters A, B, C, en D. Tempel B is de enige van de vier die met grote waarschijnlijkheid geïdentificeerd is. Van de overige tempels wordt vermoed dat ze aan de hieronder genoemde goden waren gewijd.

De vier tempels stonden aan een geplaveide straat die is aangelegd na de grote brand van 80 n. Chr., die het Marsveld grotendeels in de as legde. Het plein werd aan de noordkant begrensd door het Hecatostylum (de porticus met honderd zuilen) en de Thermen van Agrippa, aan de zuidkant door bouwwerken behorend bij het Circus Flaminius, aan de oostzijde door het grote plein van de Porticus Minucia vetus en aan de westzijde door de porticus met de colonnade van het Theater van Pompeius.

### Tempel A (Tempel van Juturna)
Tempel A stamt uit de derde eeuw v.Chr., en is waarschijnlijk de Tempel van Juturna gebouwd door Gaius Lutatius Catulus, na diens overwinning van 241 v.Chr. in de slag bij de Egadische Eilanden tegen de Carthagers. In 1132 werd de tempel omgebouwd tot de kerk S. Nicolo dei Cesarini, waarvan twee apsissen nog steeds gedeeltelijk staan. Onder de tempel zijn de resten gevonden van twee nog oudere tempels.

### Tempel B (Tempel van het Geluk van deze dag)
Tempel B is een ronde tempel waarvan zes van de oorspronkelijke achttien zuilen nog overeind staan. De tempel is gebouwd door Quintus Lutatius Catulus in 101 v.Chr. nadat hij samen met Marius in de slag bij Vercellae de Cimbren had verslagen. De tempel was gewijd aan Fortuna Huiusce Diei, de godin van het geluk van deze dag. Het kolossale standbeeld waarvan delen in 1929 werden gevonden, beeldt waarschijnlijk deze godin uit.

### Tempel C (Tempel van Feronia)
Tempel C is de oudste van de vier. De tempel stamt uit de derde of vierde eeuw v.Chr. en was waarschijnlijk gewijd aan Feronia, godin van de vruchtbaarheid. Na de brand van 80 werd deze tempel gerestaureerd en het zwart-wit mozaïek op de vloer stamt uit die tijd.

### Tempel D (Tempel van de Laren)
Tempel D is de grootste van de vier en is gebouwd in de tweede eeuw v.Chr. De tempel was mogelijk gewijd aan de Laren. Slechts een klein deel van deze tempel is opgegraven, het grootste deel ligt nog begraven onder de Via Florida.

### Porticus van Pompeius
De porticus van het Theater van Pompeius. Een klein deel van de achtermuur van het senaatsgebouw dat Pompeius Magnus tussen 61 en 55 v. Chr in de porticus van zijn theater liet bouwen is opgegraven achter tempel B. Dit gebouw was de plaats waar Julius Caesar op 15 maart 44 v.Chr. werd vermoord. De exacte plaats van de moord ligt onder de straat. Dit is het enige bovengrondse restant van wat ooit het grootste en mooiste theater van de Romeinse wereld was.

## Opera
Het Teatro Argentina is een muziektheater uit de 18e eeuw voor operavoorstellingen en is gebouwd aan het plein. Het Teatro Argentina staat bekend om de vele premières van bekende opera's die hier in het verleden plaatsvonden, zoals Il barbiere di Siviglia (1816) van Gioacchino Rossini en La battaglia di Legnano (1849) van Giuseppe Verdi.

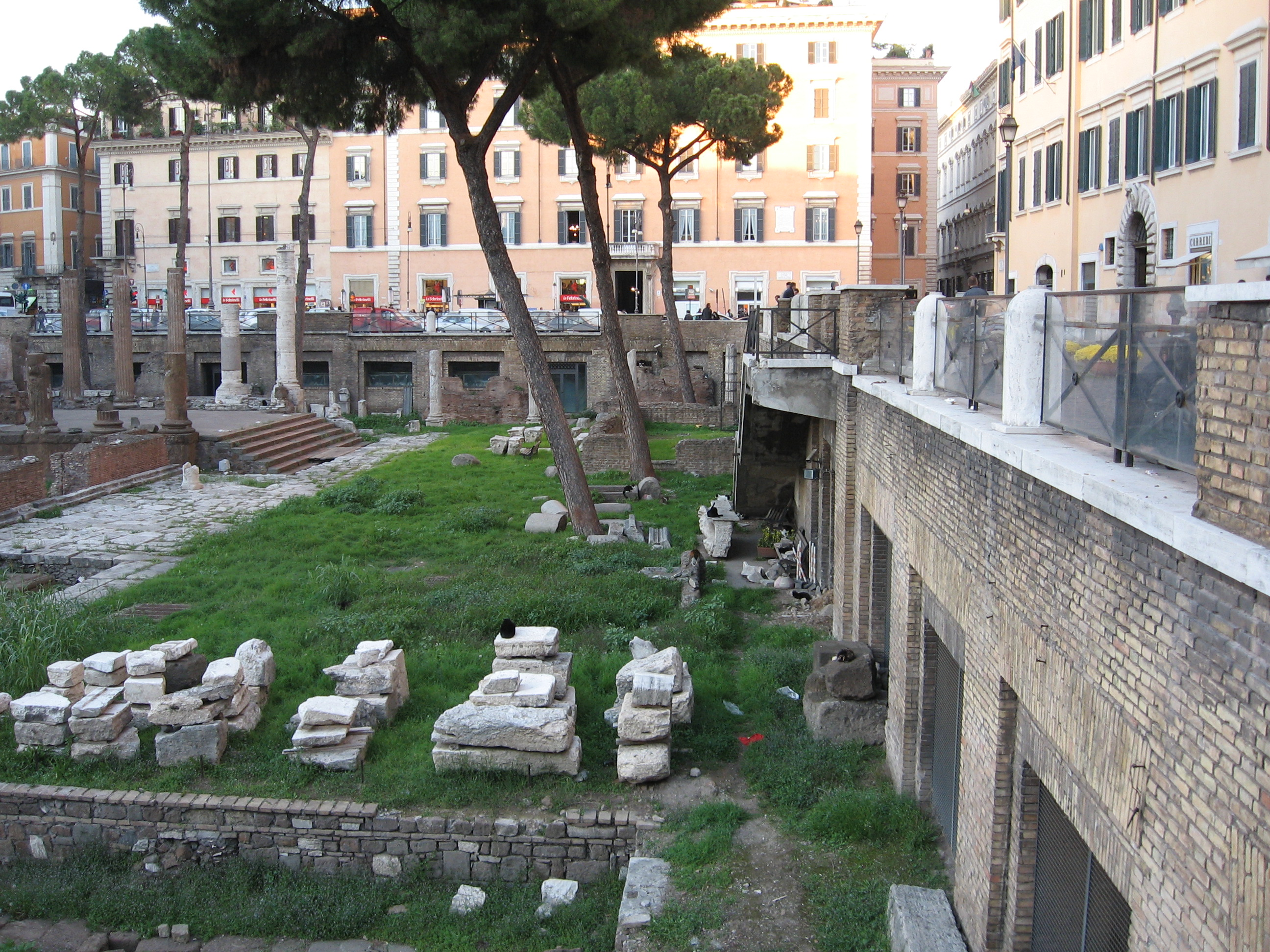
De katten tussen de tempels

## Opvangcentrum voor katten
In Rome lopen duizenden straatkatten rond, die zich graag verschuilen tussen de oude Romeinse monumenten. In het Largo di Torre Argentina is een speciaal opvangcentrum voor deze katten opgericht. Vrijwilligers van over de hele wereld komen hier meehelpen met de verzorging. Er lopen er zo'n 300 thuisloze poezen rond. Ze zijn overal op en tussen.

## Toegankelijk
Sinds 2023 is het voor iedereen mogelijk het terrein te betreden. In het glazen gebouw op de hoek, bij de Torre del Papito, is een ticketoffice gevestigd, waar je voor €5,- toegang krijgt tot het terrein. Via houten vlonders kun je tot halverwege het plein de ruïnes van dichtbij bewonderen. In de nissen aan de zijkant, onder de bestrating, zijn  bescheiden expositieruimtes waar je een deel van de opgegraven objecten van dichtbij kunt bezichtigen.